# 钱江路站 (徐州市)
钱江路站是徐州地铁3号线的地铁站，位于中华人民共和国江苏省徐州市铜山区银山路与钱江路交叉口，于2021年6月28日开通。

## 车站结构
钱江路站沿银山路南北设置，为地下二层岛式站台车站，车站长196.0米，标准段宽19.7米，车站地下一层为站厅层，地下二层为站台层，站台设置全高站台门。
| 地面              | 出入口 | 1、2a、2c、3出入口                                                                                        |
| 地下一层          | 站厅   | 客服中心、自动售票机、验票机                                                                              |
| 地下二层          | 站台   | \| \| \| █ 3号线往振兴大道（焦山） \| \| 島式 · 開左邊车门 \| \| \| \| \| \| █ 3号线往银山（高新区南） \| |
|                   |        | █ 3号线往振兴大道（焦山）                                                                                 |
| 島式 · 開左邊车门 |        | |
|                   |        | █ 3号线往银山（高新区南）                                                                                 |

## 车站出口
钱江路站共设4个出入口，各出口及周围设施如下所示：
| 出口编号            | 照片 | 出口指示       | 建议前往的目的地           |
| ------------------- | ---- | -------------- | -------------------------- |
| 1 · 出口            |      | 钱江路（北侧） | 淮海数据湖                 |
| 2 · a · 出口        |      | 银山路（西侧） | 爱斯科(徐州)耐磨件有限公司 |
| 2 · c · 出口        |      | 银山路（西侧） | 雷奥集团                   |
| 3 · 出口 · （设有） |      | 钱江路（北侧） | 江苏华辰变压器股份有限公司 |
| 图例： 设有         |      |                |                            |

## 接驳交通

### 公交车
- 钱江路地铁站：707路

## 车站历史
本站工程名为银山站，正式站名为钱江路站，以车站横跨的钱江路命名，而同线路的3号线二期工程南端终点站则命名为银山站。
- 2018年12月24日，车站主体结构封顶[2]。
- 2021年6月28日，车站随3号线一期通车开通[1]。